# Jeżyczki

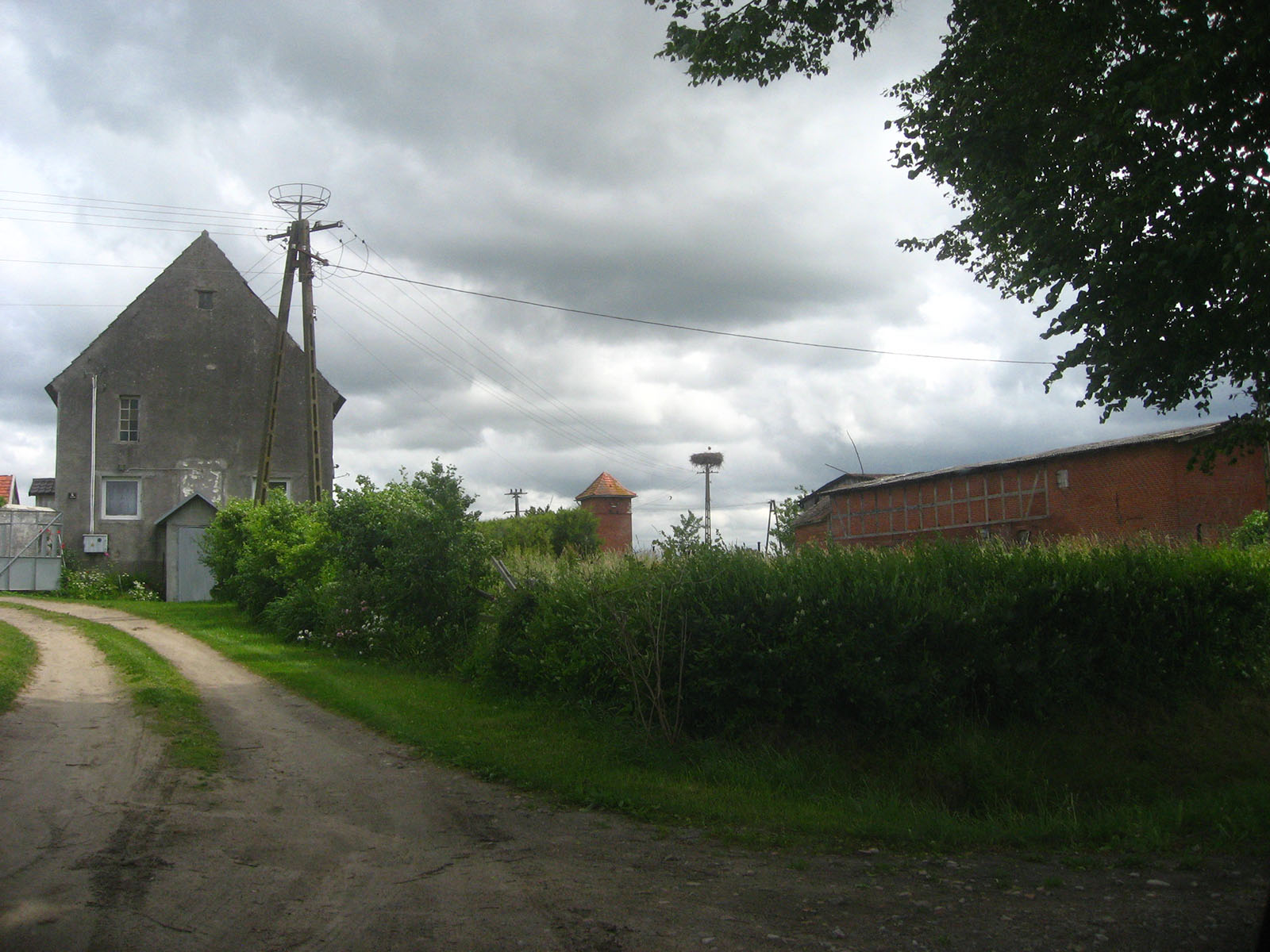
Storchnest in Jeżyczki

Jeżyczki (deutsch Neuenhagen, Abtei – Landkreis Schlawe/Pommern) ist ein Dorf in der polnischen Woiwodschaft Westpommern und gehört zur Landgemeinde Darłowo (Rügenwalde) im Kreis Sławno (Schlawe).

## Geographische Lage
Das Bauerndorf Jeżyczki liegt in Hinterpommern, elf Kilometer südöstlich von Darłowo (Rügenwalde). Seine Gemarkung wird im Westen von der Grabowa (Grabow) begrenzt, im Norden von Jeżyce (Altenhagen), im Osten von dem Forst von Nowy Kraków und im Süden von Przystawy (Pirbstow). Das Gelände ist leicht hügelig, die höchste Erhebung beträgt 36,5 Meter über NN.

## Ortsname
Die Bezeichnung Neuenhagen Abtei zielt auf die Unterscheidung zu dem am Jezioro Wicko (Vietzker See) liegenden Ort Neuenhagen Amt (polnisch: Jezierzany). Mit „Abtei“ ist die frühere Zugehörigkeit zum Kloster Buckow gemeint – im Gegensatz zum „Amts“dorf Neuenhagen.

## Geschichte
Bei Neuenhagen, Abtei handelt es sich um eine Ansiedlung, die im 13. Jahrhundert entstanden sein dürfte. Sie gehörte damals zum Kloster Buckow. Die Entstehungszeit dürfte etwas später als die vom Nachbarort Altenhagen (heute polnisch: Jeżyce) gelegen haben. Nach der Reformation kam das Abteidorf an das Amt Rügenwalde. 1780 werden in Neuenhagen gezählt: 1 Freischulze, 16 Bauern, 4 Straßenkossäten, 8 Büdner und 1 Schulhaus bei insgesamt 31 Feuerstellen.
Im Jahre 1830 entstand die „Anbau“ genannte kleinere Hälfte des Dorfes. Damals zählte der Ort 298 Einwohner, deren Zahl bis 1885 auf 603 anstieg und 1939 noch 569 betrug.
Bis 1945 war Neuenhagen eine Gemeinde im Amtsbezirk Petershagen (Pęciszewko) im Landkreis Schlawe i. Pom. im Regierungsbezirk Köslin der preußischen Provinz Pommern. In Neuenhagen war der Sitz des Standesamtes Petershagen. Amtsgerichtlich war der Ort nach Rügenwalde orientiert.
Gegen Ende des Zweiten Weltkriegs wurde Neuenhagen am 6. März 1945 von Rotarmisten  besetzt. 1947 kam Neuenhagen unter Volksrepublik Polen polnische Verwaltung. Die einheimische Bevölkerung wurde von den Polen vertrieben. Neuenhagen wurde von den polnischen Behörden in Jeżyczki umbenannt. Die Ortschaft ist heute ein Teil der Gmina Darłowo im Powiat Sławieński der Woiwodschaft Westpommern.

## Kirche
Vor 1945 war der überwiegende Teil der Einwohner von Neuenhagen, Abtei evangelischer Konfession. Der Ort hatte keine eigene Kirche, sondern war nach Petershagen (Pęciszewko) orientiert. Das Kirchspiel lag im Kirchenkreis Rügenwalde in der Kirchenprovinz Pommern der Kirche der Altpreußischen Union.
Seit 1945 ist Jeżyczki fast ausnahmslos katholisch. Der Ort ist in die Pfarrei Jeżyce (Altenhagen) integriert, die zum Dekanat Darłowo im Bistum Köslin-Kolberg der Katholischen Kirche in Polen gehört. Evangelische Kirchenglieder werden vom Pfarramt in Koszalin (Köslin) in der Diözese Pommern-Großpolen der Evangelisch-Augsburgischen Kirche in Polen betreut.

## Schule
Die frühere Neuenhagener Schule war einklassig. In den 1920er-Jahren wurde ein neues, dieses Mal zweiklassiges Schulgebäude errichtet, das 1928 eingeweiht wurde.

## Verkehr
An das Straßennetz ist Neuenhagen über eine Nebenstraße angeschlossen, die von der Ostseestadt Darlowo (Rügenwalde) über Pęciszewko (Petershagen) und Przystawy (Pirbstow) nach Malechowo (Malchow) an der Landesstraße 6 (ehemalige Reichsstraße 2, heute auch Europastraße 28) Stettin – Danzig führt. Die nächste Bahnstation ist Wiekowo (Alt Wieck) an der PKP-Linie 202 Stargard (Pommern) – Danzig.